# Ajuterique (kommun)
Ajuterique är en kommun i Honduras.   Den ligger i Departamento de Comayagua, i den sydvästra delen av landet, 70 km nordväst om huvudstaden Tegucigalpa. Antalet invånare är 8 966.